# Ángel López-Obrero
Ángel López-Obrero Castiñeira (Córdoba, 20 de abril de 1910-Córdoba, 26 de marzo de 1992) fue un pintor andaluz.

## Biografía
López-Obrero inició sus estudios en la Escuela de Artes y Oficios Mateo Inurria. Posteriormente los continuó en Madrid, en la Escuela Superior de Bellas Artes de San Fernando y en el taller de Vázquez Díaz. A finales de 1929 tomó parte en una exposición colectiva organizada por el grupo "Salones Independientes".
Durante 1930 y 1931 expuso, ya de forma individual, un conjunto de cuadros y dibujos titulado "Estampas populares de Andalucía" en varios salones. En este mismo año viajó a Barcelona, donde trabajó como dibujante publicitario e ilustrador, pintó retratos y participó en varias exposiciones.
Se vio involucrado en la guerra civil, lo que le llevó a sufrir amargas experiencias en el frente y en los campos de concentración en Francia. Al volver a España se afincó de nuevo en Barcelona, donde creó, junto a otros, los "Salones de Octubre". También fundó en Barcelona la Escuela de Artes Plásticas y el Taller Escuela, encaminados a la formación de artistas noveles.
En 1952 formó parte del "Salón de las Once" en Madrid. En ese mismo año regresó definitivamente a Córdoba, donde se convirtió en uno de los grandes propulsores artísticos de la ciudad, manifestando su afán en la recuperación de la tradición artesanal de cordobanes y guadamecíes y revitalizando tan valiosa expresión artística andaluza. De esta etapa de su vida surge Meryan: un taller de artesanía en piel especializado en cordobanes y guadamecíes, aún hoy en funcionamiento, situado en la conocida calleja de las Flores. Asimismo, continuó exponiendo en diferentes ciudades españolas y ejerció como profesor en la Escuela de Artes Aplicadas y Oficios Artísticos de Córdoba.
El 20 de febrero de 1989 se le concedió la Medalla de Andalucía, en su categoría de plata.